# Trương Tấn Sang

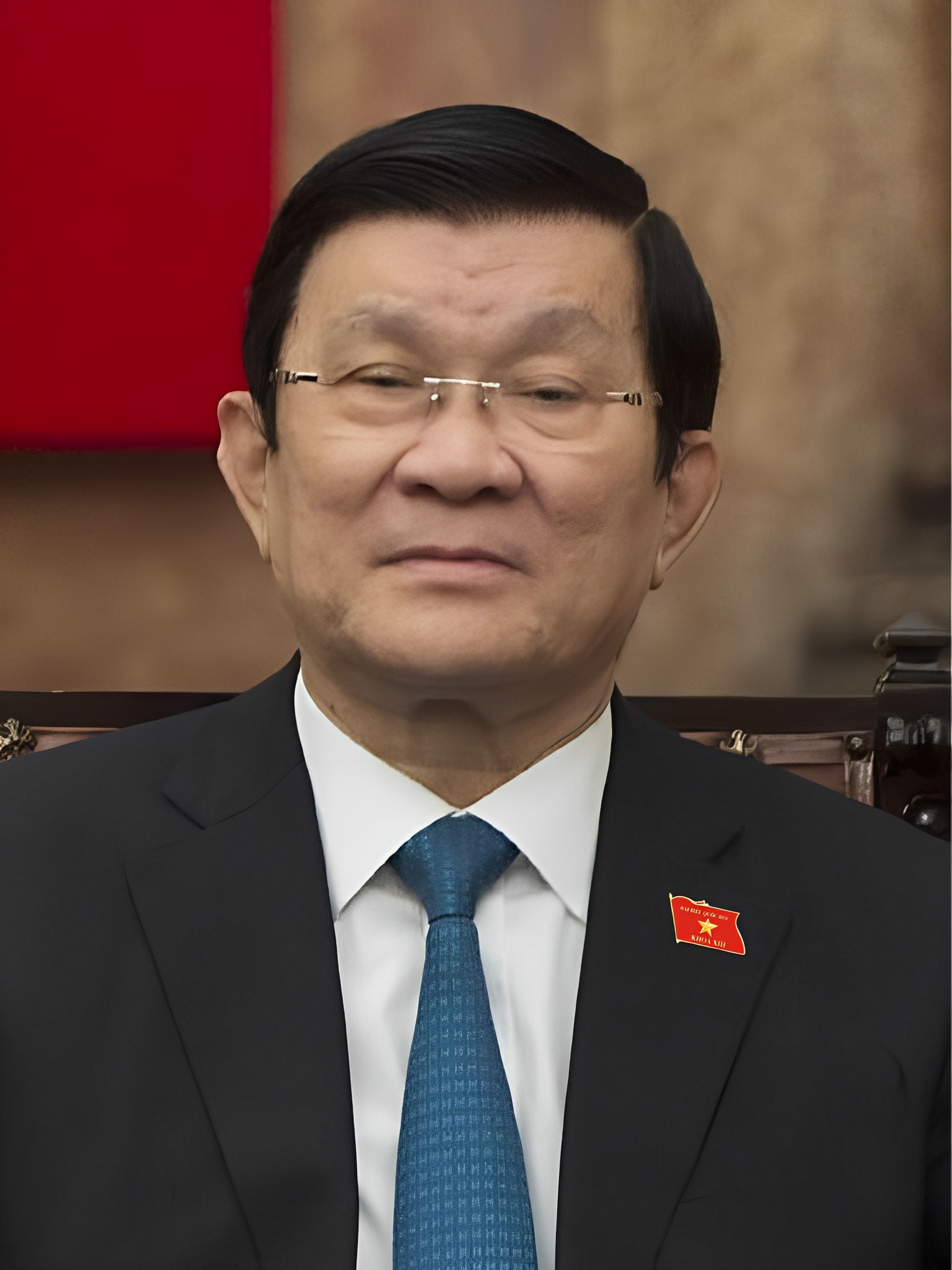
Trương Tấn Sang

Trương Tấn Sang (* 21. Januar 1949 in der heutigen Provinz Long An, Vietnam) war vom 25. Juli 2011 bis zum 2. April 2016 Präsident der Sozialistischen Republik Vietnam.

## Leben
Trương Tấn Sang wurde in einem Dorf in der heutigen Provinz Long An in der Nähe von Saigon geboren. Auf dem 11. Parteitag der Kommunistischen Partei Vietnams im April 2010 wurde er zum Präsidenten der Republik vorgeschlagen und am 25. Juli 2011 von der Nationalversammlung bestätigt. An diesem Tag trat er die Nachfolge von Nguyễn Minh Triết an. Am selben Tag schlug er Nguyễn Tấn Dũng als neuen Regierungschef vor.
| Personendaten    | Personendaten                                                             |
| ---------------- | ------------------------------------------------------------------------- |
| NAME             | Trương Tấn Sang                                                           |
| ALTERNATIVNAMEN  | Tu Sang                                                                   |
| KURZBESCHREIBUNG | vietnamesischer Politiker, Präsident der Sozialistischen Republik Vietnam |
| GEBURTSDATUM     | 21. Januar 1949                                                           |
| GEBURTSORT       | Heutige Provinz Long An, Vietnam                                          |